# LawBreakers
LawBreakers — багатокористувацький командний шутер з видом від першої особи. Гра розроблена компанією Boss Key Productions для Windows і PlayStation 4.
Гра вийшла 8 серпня 2017 року. 12 червня 2018 року гра стала безкоштовною. Ігрові сервери закриті з 14 вересня 2018 року.

## Геймплей
Основна особливість гри — зони нульової гравітації, у яких гравці перебувають у стані невагомості. У таких зонах герої можуть постійно перебувати в повітрі, а стрільба набуває нових можливостей, на зразок пересування за рахунок інерції.

## Розробка
LawBreakers, раніше відома під робочою назвою Project Bluestreak, перший проєкт компанії Boss Key Productions, заснованої Кліффом Блезінскі після відходу з Epic Games. Гра була анонсована для платформ Windows і PlayStation 4.

## Критика
| Агрегатор  | Оцінка                   |
| ---------- | ------------------------ |
| Metacritic | (PC) 76/100 (PS4) 76/100 |

| Видання                   | Оцінка  |
| ------------------------- | ------- |
| Destructoid               | 8.5/10  |
| Electronic Gaming Monthly | 7/10    |
| Game Informer             | 7.75/10 |
| GameRevolution            | [ 9 ]   |
| GameSpot                  | 8/10    |
| GamesRadar+               | [ 11 ]  |
| IGN                       | 7.9/10  |
| PC Gamer (США)            | 84/100  |

LawBreakers отримала переважно позитивні оцінки серед критиків, на агрегаторі рецензій Metacritic середній бал склав 76/100, однак серед гравців гра не отримала необхідного визнання — після релізу гри в Steam було відзначено малу кількість гравців, число яких не перевищувало 3000. Усі спроби компанії підвищити популярність гри, включаючи перехід гри на модель free-to-play і спробу вийти на китайський ринок, закінчилися невдачею. 5 квітня 2018 року студія оголосила про припинення підтримки проєкту. Гра стала безкоштовною, були відключені внутрішньоігрові покупки, а повна зупинка серверів сталася 14 вересня 2018 року, гра була видалена зі Steam і більше недоступна для придбання.
Невдалий запуск «LawBreakers» і наступного проєкту «Radical Heights» призвели до банкрутства і закриття компанії Boss Key Productions 14 травня 2018 року.